# 大修仁䱀
大修仁䱀，為輻鰭魚綱鯰形目鈍頭鮠科的其中一種，為熱帶淡水魚類，分布於亞洲中國廣西壯族自治區淡水流域，體長可達16.5公分，棲息在底層水域，生活習性不明。